# Ernst Sommer (Schriftsteller)
Ernst Sommer (geboren 29. Oktober 1888 in Iglau, Österreich-Ungarn; gestorben 20. Oktober 1955 in London) war ein österreichisch-tschechoslowakischer
Schriftsteller und Journalist. Er wird dem böhmischen Judentum zugerechnet, schrieb in deutscher Sprache und bekannte sich zur tschechoslowakischen Staatsbürgerschaft. Nachdem er zunächst expressionistische Prosa verfasst hatte, schrieb er ab den 1930er Jahren vor allem historische Romane. Sein Roman Revolte der Heiligen (1944) über jüdischen Widerstand in einem Konzentrationslager gehört zu den wichtigen Werken der Exilliteratur.

## Leben und Werk
Ernst Sommer war der Sohn eines jüdischen Fabrikanten aus Mähren. Nach der Matura in Iglau begann er 1907 ein Studium der Medizin an der Universität Wien und wechselte nach einem Semester zur Rechtswissenschaft. 1912 promovierte er zum Doktor der Rechtswissenschaft. Im gleichen Jahr erschien sein erster Roman. Sommer stand in diesen Jahren dem „Prager Kreis“ um Max Brod und Franz Kafka nahe. Von 1912 bis 1914 absolvierte Sommer am Kreis- und Bezirksgericht in Iglau sein Gerichtsjahr. Anschließend wurde er 1914 als „Rechtsanwaltsanwärter“ bei einem Wiener Strafverteidiger tätig. Nachdem er für kurze Zeit eine Stelle an der Niederösterreichischen Advokatenkammer innegehabt hatte, arbeitete Sommer in Aussig/Elbe, Brüx und Dux. Im September 1915 wurde er einberufen und während des Ersten Weltkrieges offenbar an der Front und an einem Kriegsgericht im oberösterreichischen Felixdorf eingesetzt.
Ab 1920 praktizierte Ernst Sommer als Rechtsanwalt in Karlsbad. Er verfasste Essays, in denen er sich mit jüdischen Fragen auseinandersetzte, die expressionistische Groteske Der Fall des Bezirksrichters Fröhlich (1922) und Der Simulant (1920). 1924 gab er unter anderem mit Bruno Adler die Zeitschrift Die Provinz heraus. Daneben war er als Mitglied der Sozialdemokratischen Partei und Mitglied des Stadtrates politisch aktiv. Sommer beschäftigte sich intensiv mit Fragen der Kulturpolitik, insbesondere der deutsch-tschechischen Verständigung. In den 1930er Jahren begann Sommer, der bereits seit 1928 als Theaterkritiker wirkte, mit dem Verfassen historischer Romane. In Romanen wie Die Templer (1935) und Botschaft aus Granada (1937) setzte er sich dabei kritisch mit dem Zeitgeschehen, dem totalitären Machtstreben, der demagogischen Entfesselung der Massen und Verfolgung der Juden auseinander. 
Nach dem Abschluss des Münchner Abkommens im Jahre 1938 floh Sommer, der sich schon früh gegen den Nationalsozialismus engagiert hatte, nach Prag und schließlich im November 1938 nach Großbritannien. Seine Mutter beging 1942 im KZ Theresienstadt Suizid, seine Schwester Antonia Grünberger wurde 1944 im KZ Auschwitz ermordet.
Sommer war in London in einer Anwaltskanzlei tätig. Während des Zweiten Weltkrieges unterstützte er die tschechoslowakische Exilregierung publizistisch und engagierte sich in der Exilpresse. Seine Erzählung Die Gaskammer vom Dezember 1942 ist eine der ersten literarischen Arbeiten zum Holocaust. Sein international erfolgreichster Roman Revolte der Heiligen (1944) schilderte jüdischen Widerstand in einem deutschen Konzentrationslager. Nach Kriegsende veröffentlichte Sommer eine Reihe weiterer Romane in deutscher Sprache, in denen er sich mit Schicksalen im Exil (Villon, 1949) und historischen Figuren wie Thomas Müntzer und Ulrich von Hutten beschäftigte. Er reiste 1946 und 1947 nach Prag; der Versuch einer dauerhaften Rückkehr in die Tschechoslowakei scheiterte jedoch. Sommer nahm 1951 die britische Staatsbürgerschaft an und starb im Londoner Exil, wo er weiter als Anwalt gearbeitet hatte.

## Werke
- Gideons Auszug, Wien 1913
- Der Aufruhr, Wien [u. a.] 1920

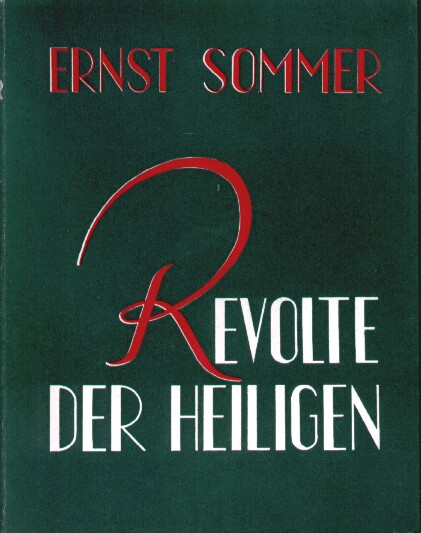
Ernst Sommer: Revolte der Heiligen, Verlag El libro libre 1944

- Der Fall des Bezirksrichters Fröhlich, Reichenberg, Nordböhmen 1922
- Die Templer, Berlin 1935, Neuausgabe Wuppertal 2018
- Botschaft aus Granada, Mährisch-Ostrau (u. a.) 1937
- Revolte der Heiligen, El Libro Libre, México 1944; später unter dem Titel „Revolte der Wehrlosen“, Globus Verlag, Wien, 1948
- Die Sendung Thomas Münzers, Berlin 1948
- Erpresser aus Verirrung, Wien 1949
- Villon, Berlin 1949
- Das Fräulein von Paradis, Nürnberg 1951
- Doktor Rabelais, Nürnberg 1953
- Antinous oder Die Reise eines Kaisers, Rudolstadt 1955
- Das Leben ist die Fülle, nicht die Zeit. Eine Porträtstudie Ulrich von Huttens, Berlin 1955
- Der Aufruhr und andere ausgewählte Prosa, Wiesbaden 1976